# The Innocent Years
The Innocent Years è un album di Zoot Sims, pubblicato dalla Pablo Records nel 1982. Il disco fu registrato il 9 marzo 1982 al RCA Recording Studios di New York City, New York (Stati Uniti).

## Tracce
Lato A
1. The Very Thought of You – 6:33 (Ray Noble)
2. If You Were Mine – 6:17 (Matty Malneck, Johnny Mercer)
3. Indian Summer – 5:58 (Al Dubin, Victor Herbert)

Lato B
1. I Hear a Rhapsody – 5:28 (Jack Baker, George Fragos, Dick Gasparre)
2. Pomme au Four – 6:14 (Zoot Sims)
3. Over the Rainbow – 10:52 (Harold Arlen, E.Y. Yip Harburg)

## Musicisti
- Zoot Sims - sassofono tenore, sassofono soprano
- Richard Wyands - pianoforte
- Frank Tate - contrabbasso
- Akira Tana - batteria[3]